# Fasslomyia fantastica
Fasslomyia fantastica är en tvåvingeart som beskrevs av Townsend 1931. Fasslomyia fantastica ingår i släktet Fasslomyia och familjen parasitflugor.
Artens utbredningsområde är Bolivia. Inga underarter finns listade i Catalogue of Life.